# Односи Србије и Кипра
Односи Србије и Кипра су инострани односи Републике Србије и Кипарске Републике.

## Билатерални односи
СФР Југославија је дипломатске односе са Кипром успоставила након проглашења независности Кипра 1960.
Први кипарски председник Макариос је учествовао на 1. конференцији Покрета несврстаних 1961. у Београду.
Кипар је гласао против пријема Косова у УНЕСКО 2015.

### Економски односи
- У 2020. години укупна робна размена износила је 67,9 милиона УСД. Од тога, извоз Србије био је 62,7 милиона, а увоз 5,2 милиона долара.
- У 2019. размењено је укупно роба у вредности од 50,3 милиона долара. Извоз из наше земље био је 45 милиона док је увоз износио 5,3 милиона УСД.
- У 2018. години укупна робна размена била је 23,1 милион УСД. Од тога, извоз РС вредео је 18 милиона, а увоз 5,1 милион долара.[2][3]

### Дипломатски представници

#### У Београду
- Димитриос Теофилакту, амбасадор, 2020—
- Константинос Елијадес, амбасадор, 2015—2020.
- Нафсика Крусти, амбасадор, 2012—2015.
- Халарамбос Хађисавас, амбасадор, 2010—2012.
- Хомер Мавроматис, амбасадор, 2006—2010.
- Ставрос Амвросиу, амбасадор, 2000—2004.
- Андреас Скарпарис, амбасадор, 1996—2000.
- Андреастинос Пападопулос, амбасадор, 1988—1992.
- Елијас Ипсаридес, амбасадор, 1985—1988.
- Михалис Серифес, амбасадор, 1983—1985.
- Сотериадес Антис, амбасадор, 1979—1983.

#### У Никозији
- Марко Благојевић, амбасадор, 2017—
- Саво Ђурица, амбасадор, 2009—2013.
- /  Мирко Јелић, амбасадор, 2005—2009.
- /  Светислав Басара, амбасадор, 2001—2005.
- Перо Јанковић, амбасадор, —2001.
- Иван Мркић, отправник послова а затим и амбасадор, 1993—1999.
- /  Петар Бошковић, амбасадор , 1988—1993.
- Веселин Поповац, амбасадор, 1984—1988.
- Цвијето Јоб, амбасадор, 1980—1984.
- Благоје Поповски, амбасадор, 1976—1980.
- Никола Мандић, амбасадор, 1971—1976.
- Душан Благојевић, амбасадор, 1967—1971.
- Бранко Вучинић, амбасадор, 1963—1967.